# Internazionali di Tennis Monza e Brianza 2007
Gli Internazionali di Tennis Monza e Brianza 2007, noti come Mitsubishi Electric Europe Cup per motivi di sponsorizzazione, sono stati un torneo di tennis facente parte della categoria ATP Challenger Series nell'ambito dell'ATP Challenger Series 2007. Il torneo si è giocato a Monza in Italia dal 2 all'8 aprile 2007 su campi in terra rossa e aveva un montepremi di $35 000+H.

## Vincitori

### Singolare
Werner Eschauer ha battuto in finale  Jan Hájek con il punteggio di 6–0, 3-0 rit.

### Doppio
Nathan Healey /  Jordan Kerr hanno battuto in finale  Ricardo Hocevar /  Alexandre Simoni con il punteggio di 6–4, 6–3